# Конрадув (Великопольське воєводство)
Конрадув (пол. Konradów) — село в Польщі, у гміні Сосне Островського повіту Великопольського воєводства.
Населення — 276 осіб (2011).

## Демографія
Демографічна структура станом на 31 березня 2011 року:
|          | Загалом | Допрацездатний вік | Працездатний вік | Постпрацездатний вік |
| -------- | ------- | ------------------ | ---------------- | -------------------- |
| Чоловіки | 144     | 33                 | 103              | 8                    |
| Жінки    | 132     | 29                 | 78               | 25                   |
| Разом    | 276     | 62                 | 181              | 33                   |